# Szlak Premužicia

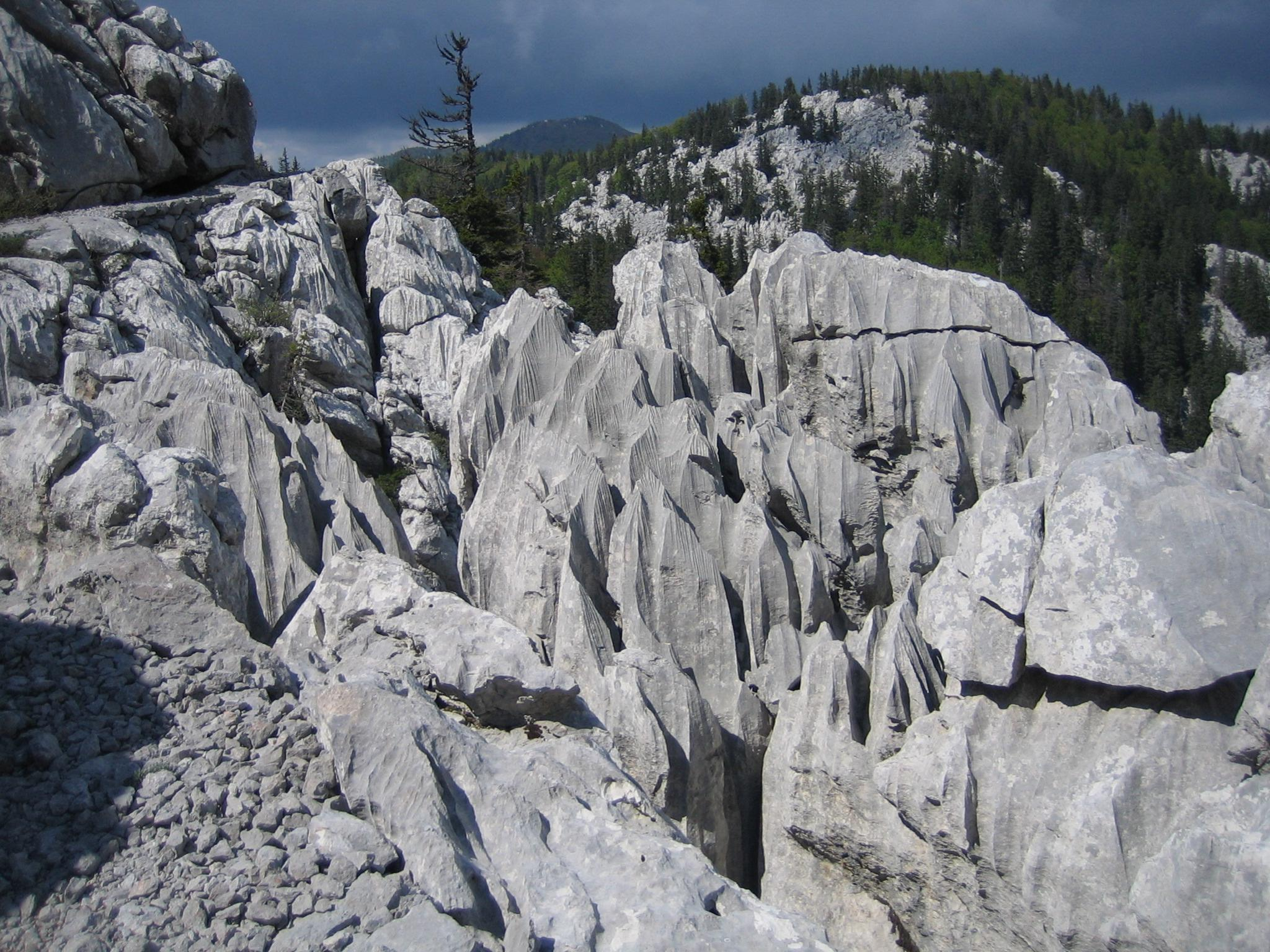
Lapiaz koło szlaku

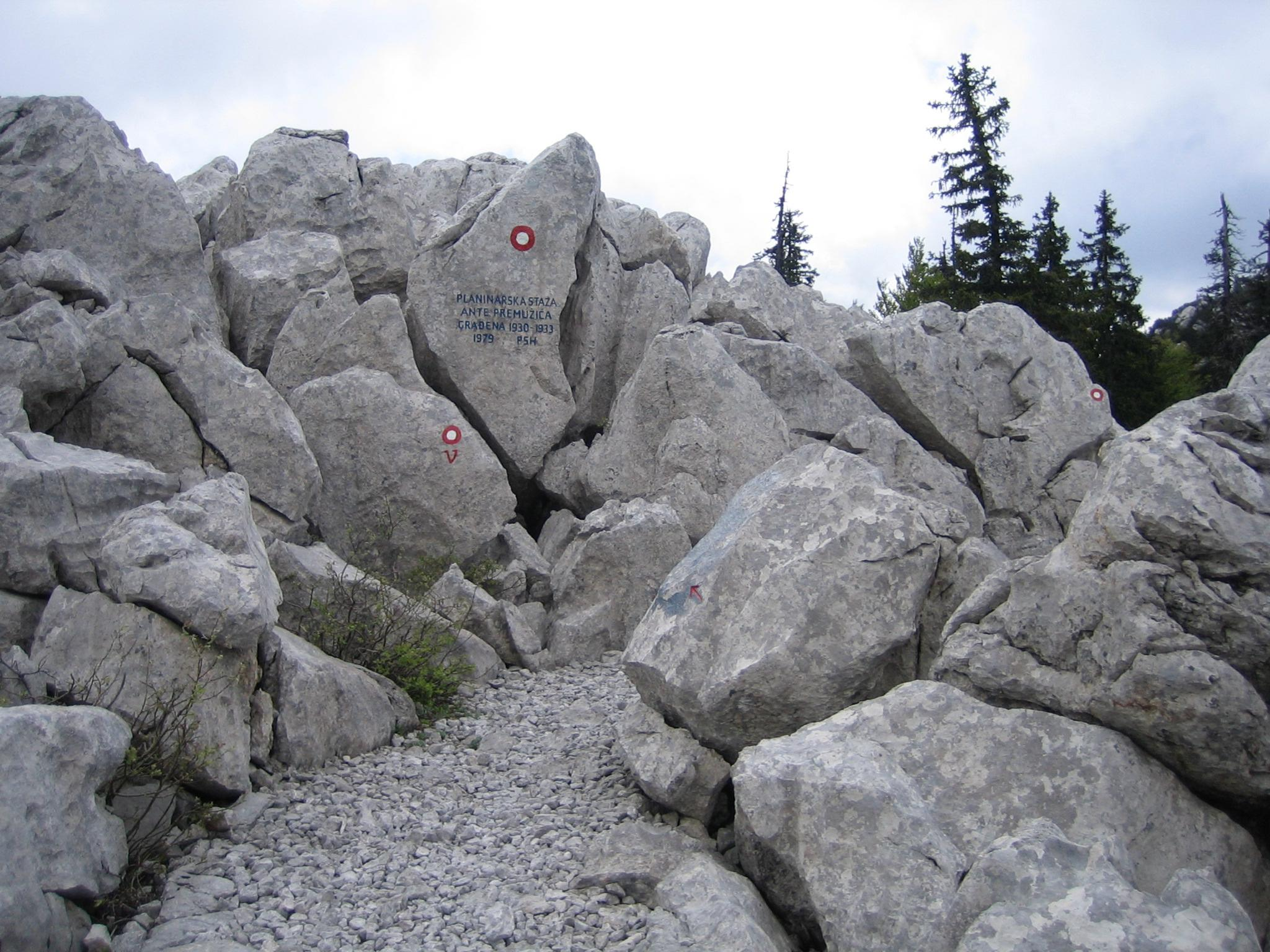
Początek szlaku

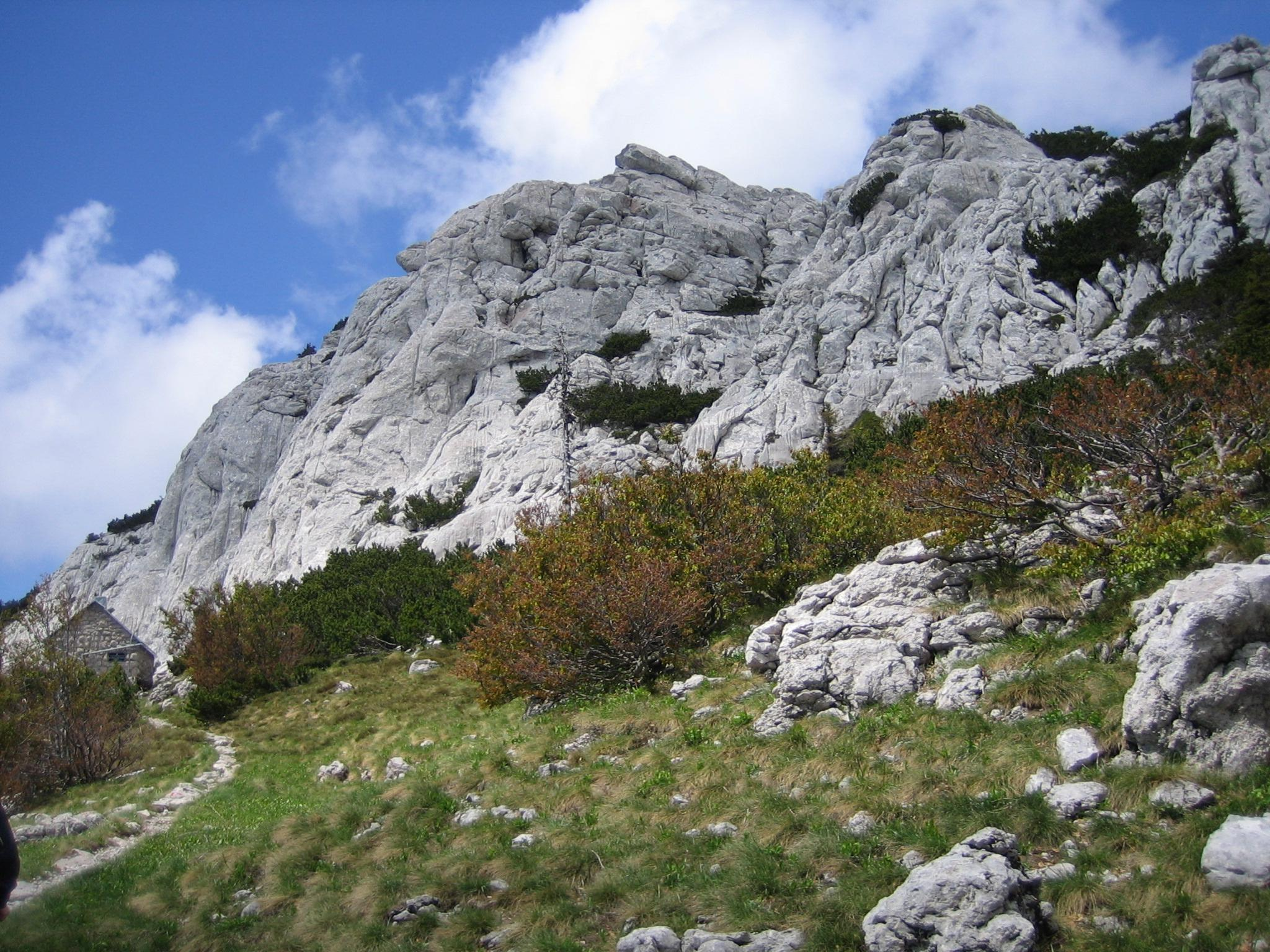
Schron Rossiego (Rossijevo sklonište)

Szlak Premužicia (chorw. Premužićeva staza) – pieszy szlak górski, który prowadzi szczytowymi partiami północnego i środkowego Welebitu. Szlak ma długość 57 km, a pierwsze 16 km (8–9 godzin marszu) prowadzi terenem PN Welebit Północny. Zwyczajowo ruch na szlaku odbywa się od północy, ze schroniska górskiego Zavižan (1594 m n.p.m.), przez przełęcz Veliki Alan (1412 m n.p.m.) do Oštarijskich vrat (927 m n.p.m.). W książce Željka Poljaka „50 najljepših planinarskih izleta u Hrvatskoj” (50 najpiękniejszych wycieczek górskich w Chorwacji) tylko Szlak Premužicia dostał najwyższą ocenę.

## Budowa szlaku
Wyznaczenie szlaku w Welebicie przez inż. Ante Premužicia jest zasługą Ivana Krajača, organizatora, reformatora i odnowiciela chorwackiej turystyki górskiej.
Szlak, który wybudowany został w zaledwie 4 lata, od 1930 do 1933 roku, dzięki jakości budowy i wkomponowaniu w naturalne środowisko, jest perłą budownictwa szlaków pieszych w Chorwacji. Nosi imię inżyniera leśnictwa Ante Premužicia (1889 – 1979), który w tym czasie był referentem budownictwa w Dyrekcji Lasów w Sušaku: on go zaprojektował, zorganizował budowę i uczestniczył w niej. Prace wykonywali liczni robotnicy z podwelebickich wsi. Wybudowanie szlaku umożliwiło dostęp do najbardziej niedostępnych i najpiękniejszych części Welebitu, dotąd znanych tylko niewielkiej liczbie mieszkańców.
Podczas budowy zamiast betonu, cementu i współczesnych maszyn, wykorzystano technikę suchego kamienia (suhozid), który z pokolenia na pokolenie, przenosili mieszkańcy spod Welebitu. Murowanymi serpentynami i półkami, półtunelami i mostkami przechodzi przez najdzikszy i najmniej dostępny welebicki kras. Poprowadzony jest tak, że nie ma wielkich podejść, praktycznie cały czas idzie się na około 1600 m n.p.m., a różnica wysokości między najwyższym i najniższym punktem na całej jego długości to tylko 200 m. Przeciętne nachylenie wynosi 10%, największe to 20%, a przeciętna szerokość szlaku wynosi 1,2 m.

## Przejście szlaku

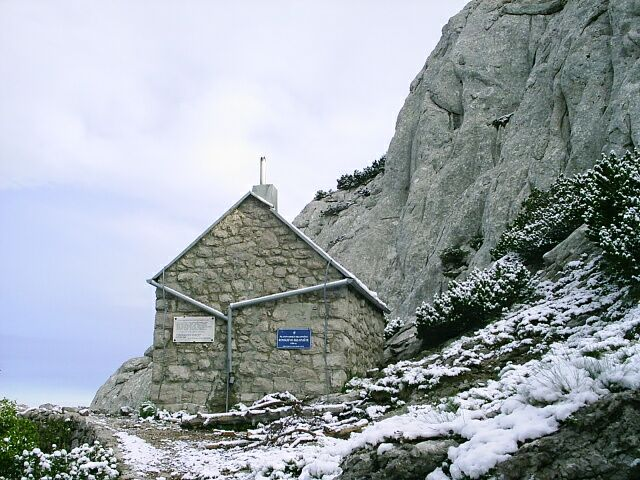
Schron Rossiego

Szlak jest oznakowany i wygodny dla piechurów, a jako że nie ma wielkich podejść, mogą nim przejść też ludzie nienawykli do turystyki górskiej. Jednak, warto mieć na uwadze, że jest to szlak górski i że na przejście nim na pewno warto udać się z odpowiednim przygotowaniem, sprzętem i zaopatrzeniem (niektóre odcinki mają i po sześć godzin marszu). Przejście szlaku zazwyczaj zajmuje 3 dni. Pracownicy Parku Narodowego Welebit Północny poprzez postawienie tablic edukacyjnych przekształcili część Szlaku Premužicia, który przechodzi przez PN Welebit Północny, w ścieżkę dydaktyczną. Co 700 m do 1 km znajdują się tablice, za których można dowiedzieć się wiele o tym obszarze, samym szlaku, florze i faunie wokół niego, z informacją, gdzie się jest.
Szlak przechodzi przez kilka szczytów Welebitu, jak: Veliki Zavižan (1676 m), Gromovača (1676 m), Vratarski kuk, Crikvena (1641 m), Goli vrh, Zečjak (1622 m), Visibaba, Šatorina (1624 m), Budakovo brdo, Bačić kuk (1304 m), Kiza (1214 m) i dzięki niemu najlepiej poznaje się piękno i charakterystyczne miejsca Welebitu. Z górskich szczytów roztacza się piękny widok na Morze Adriatyckie i wyspy Pag, Rab, Goli otok, Prvić i Krk oraz na Likę w kontynentalnym wnętrzu kraju.
Na północy przechodzi terenem PN Welebit Północny (do odbicia na Štokić Dulibę). Za schronem Rossiego wchodzi do ścisłego rezerwatu przyrody Hajdučki i Rožanski kukovi, które oprócz licznych botanicznych i geologicznych zjawisk, mogą pochwalić się najbardziej znanymi stanowiskami speleologicznymi w Welebicie: Lukiną jamą, z 1421 m głębokości (16. pod względem głębokości na świecie) i Slovačką jamą, z 1321 m głębokości (21. pod względem głębokości na świecie). Nie jest dozwolone schodzenie ze szlaku na Hajdučke i Rožanske kukove, gdyż według artykułu 10. Prawa o ochronie przyrody na terenie rezerwatu ścisłego nie jest dozwolona jakakolwiek działalność ludzka, z wyjątkiem badań naukowych, na które trzeba dostać zezwolenie od właściwej instytucji publicznej i/lub Ministerstwa. Żeby utrudnić dostęp do tych części, oznaczenie, które wiedzie na kukove, zostało kilka lat temu zamalowane kolorem szarym.

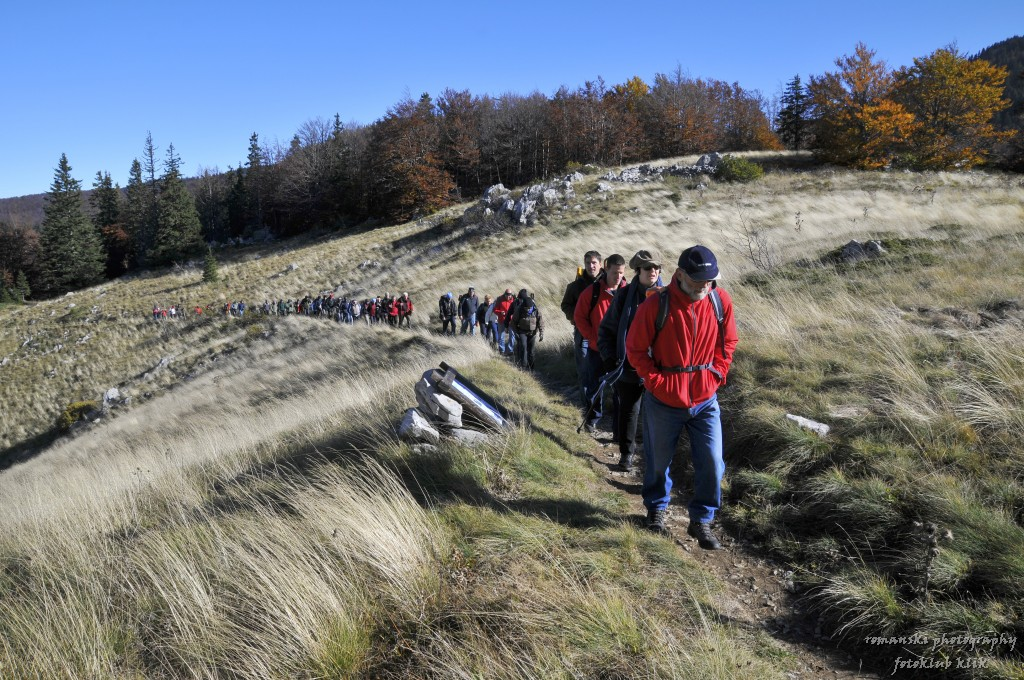
Kolumna turystów na Szlaku Premužicia

Podczas przejścia szlaku można korzystać z następujących obiektów górskich:
- schronisko Zavižan
- schron Rossiego
- schronisko górskie na Alanie
- schron górski na Ograđenicy
- schronisko Kugina kuća
- schronisko górskie w Ravnim Dabarze
- schronisko górskie Vila Velebita w Baškich Oštarijach
- schron górski Skorpovac[7]